# Роккавівара
Роккавівара (італ. Roccavivara) — муніципалітет в Італії, у регіоні Молізе,  провінція Кампобассо.
Роккавівара розташована на відстані близько 180 км на схід від Рима, 31 км на північ від Кампобассо.
Населення — 737 осіб (2014).
Щорічний фестиваль відбувається 5 серпня. Покровитель — Sant'Emidio.

## Демографія
Населення за роками:

Станом на 1 січня 2023 року в муніципалітеті офіційно проживало 9 іноземців з 7 країн, серед них 4 громадяни країн Євросоюзу.

## Сусідні муніципалітети
- Кастельгуїдоне
- Кастельмауро
- Челенца-суль-Тріньо
- Монтефальконе-нель-Санніо
- Сан-Джованні-Ліпьоні
- Тривенто